# Moschea Bodrum
La moschea Bodrum (in turco Bodrum Camii ("Moschea del sotterraneo"), o Mesih Paşa Camii dal nome del suo fondatore) è una ex chiesa ortodossa bizantina convertita in moschea dagli Ottomani che si trova ad Istanbul. La chiesa era un tempo nota con il nome greco di Myrelaion (in greco Eκκλησία του Μυρελαίου?).

## Ubicazione
La struttura medievale, anche se incongruamente soffocata su tre lati da edifici moderni, si trova ad Istanbul, nel quartiere di Fatih, un chilometro ad ovest delle rovine del Gran Palazzo.

## Storia

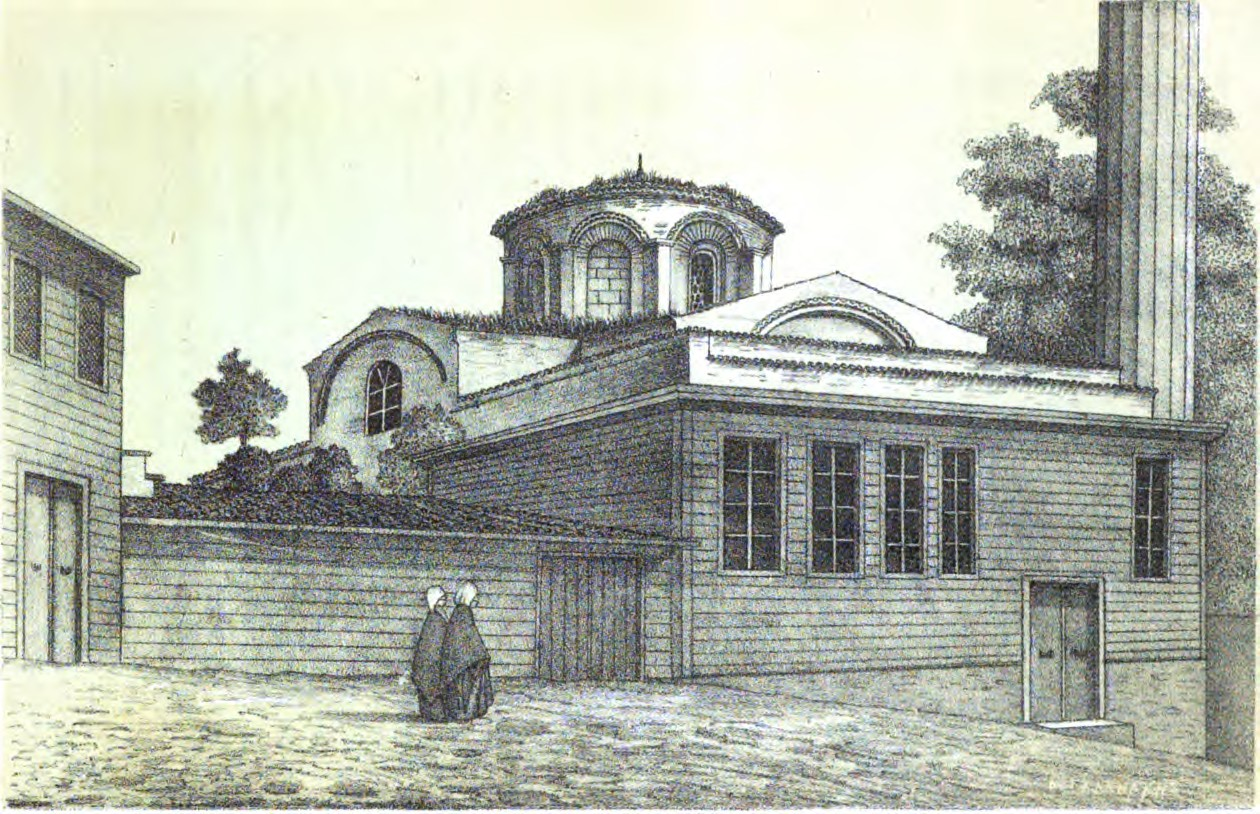
La moschea nel 1877 in un disegno di Alexandros Paspates ("Studi topografici bizantini")

Alcuni anni prima del 922, probabilmente durante le guerre contro Simeone I di Bulgaria, il drungarios Romano I Lecapeno acquistò una casa nella nona regione di Costantinopoli, non lontana dal Mar di Marmara, in una zona chiamata Myrelaion ("luogo della mirra" in greco). Dopo la sua ascesa al trono l'edificio divenne il nucleo di un nuovo palazzo imperiale, che doveva rivaleggiare con il Gran Palazzo.
Il palazzo del Myrelaion venne costruito su una gigantesca rotonda del V secolo che, con un diametro esterno di 41,8 metri, era la seconda più grande del mondo antico, dopo il Pantheon di Roma. Nel X secolo la rotonda non era più in uso e venne convertita - probabilmente da Romano stesso - in una cisterna, coprendo i suoi interni con una volta sorretta da almeno 70 colonne. Vicino al palazzo dell'Imperatore Romano costruì una chiesa, che intendeva, fin dall'inizio, utilizzare come luogo di sepoltura della sua famiglia.
La prima persona ad esservi tumulata fu la moglie dell'imperatore, Teodora, nel dicembre 922, seguita dal suo figlio maggiore e co-imperatore Cristoforo, che morì nel 931. Facendo ciò, Romano interruppe una tradizione di sei secoli, poiché gli imperatori bizantini da Constantino I in poi erano stati sepolti nella chiesa dei Santi Apostoli.
Successivamente l'imperatore convertì il palazzo in un convento di suore e, dopo la sua deposizione e morte in esilio come monaco sull'isola di Proti nel giugno 948, venne anch'egli sepolto nella chiesa.

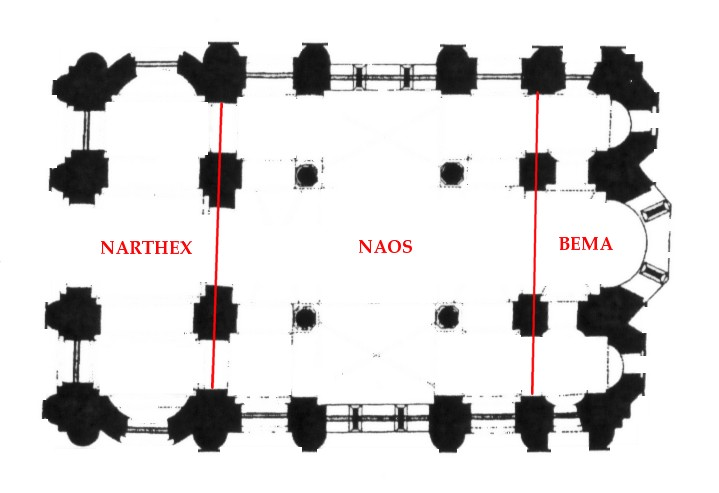
Pianta dell'edificio, uno dei primi esempi di chiesa a croce inscritta.

Il santuario fu devastato da un incendio nel 1203, durante la quarta crociata. Abbandonato durante l'occupazione latina di Costantinopoli (1204-1261), l'edificio venne restaurato alla fine del XIII secolo, durante il periodo della restaurazione paleologa.
Dopo la conquista ottomana di Costantinopoli nel 1453, il Myrelaion venne convertito in moschea dal Gran Visir Mesih Pascià intorno all'anno 1500, durante il regno di Bayezid II. La moschea prese il nome dalle sue sostruzioni (il significato in lingua turca del termine  bodrum è "sotterraneo" o "scantinato"), ma era conosciuta anche col nome del suo fondatore. L'edificio venne danneggiato da due incendi nel 1784 e nel 1911, quando venne abbandonato.
Nel 1930, gli scavi condotti da David Talbot Rice portarono alla luce la cisterna circolare. Nel 1964-1965, un radicale restauro, condotto dalla direzione dei Musei archeologici di Istanbul, sostituì quasi tutta la muratura esterna dell'edificio, e fu poi interrotto Nel 1965, due scavi paralleli guidati dallo storico dell'arte Cecil L. Striker e da Rudolf Naumann si focalizzarono rispettivamente sulla sottostruttura e sul palazzo imperiale. L'edificio venne finalmente restaurato nel 1986, quando venne riaperto come moschea. Nel 1990, fu restaurata anche la cisterna, che per alcuni anni ospitò un centro commerciale. Ora la cisterna è usata dalle donne per pregare.

## Architettura

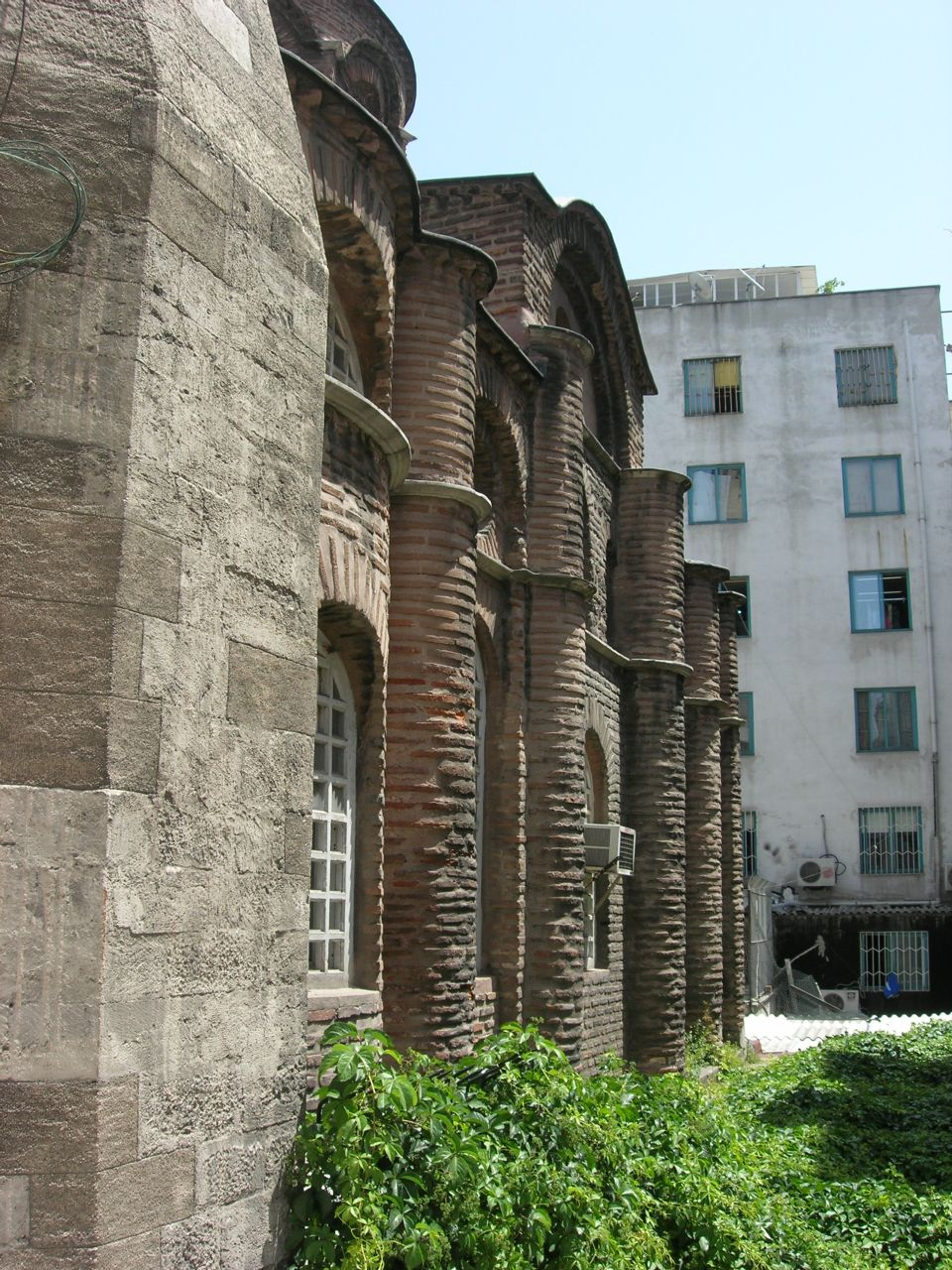
Il lato sud della moschea. In primo piano è visibile la base del minareto.

### Edificio
L'edificio, la cui muratura era costituita totalmente da mattoni, è costruito su delle fondamenta realizzate in mattoni e pietre, ed ha una pianta a croce inscritta di nove metri per lato.
La navata centrale (naos) è sormontata da una cupola, con un tamburo interrotto da finestre ad arco, che conferiscono alla struttura un ritmo ondulato. Le quattro navate laterali sono coperte da una volta a botte. L'edificio ha un nartece ad ovest ed un presbiterio ad est. La campata centrale del nartece è coperta da una cupola e le due campate laterali da due volte a crociera. La navata è divisa da quattro pilastri, che sostituirono durante il periodo ottomano le colonne originali. Molte finestre, oeil-de-boeuf e archi – danno luce alla struttura.
L'esterno dell'edificio è caratterizzato da contrafforti semi cilindrici che scandiscono l'andamento della facciata. In periodo ottomano l'esonartece originale venne sostituito da un portico in legno. L'edificio ha tre absidi poligonali. Quella centrale appartiene al presbiterio (bema), mentre le laterali sono parte di due cappelle laterali (pastophoria) a forma di trifoglio (prothesis e diakonikon).
Gli ottomani vi aggiunsero un minareto in pietra accanto al nartece. L'edificio un tempo era rivestito di lastre di marmo e mosaici bizantini, ormai totalmente scomparsi. Nel suo insieme, la moschea Bodrum mostra forti analogie con la vicina moschea di Fenari Isa.

### Sottostruttura
La sottostruttura, in contrasto con l'edificio, ha un aspetto austero e rustico. Originariamente il suo scopo era solo quello di portare la chiesa allo stesso livello del palazzo di Romano. Dopo il restauro nel periodo paleologo essa fu utilizzata come cappella sepolcrale.
Questo edificio è il primo esempio di una cappella funebre privata di imperatori bizantini, dando inizio ad una tradizione tipica dei tardo bizantini la quale si sviluppò sotto i Comneni e Paleologhi. Inoltre l'edificio rappresenta un bell'esempio di chiesa a croce inscritta, nuovo tipo di architettura dell'architettura bizantina del medio periodo.